# Až já budu královna
Až já budu královna je československá pohádka z roku 1984, režírovaná Vlastou Janečkovou.

## Obsah
Pepička je pekařka, jejíž koláče jsou oblíbené i u královského stolu. Jednoho dne Pepičku navštíví víla Marcipánka v podobě staré babky a prosí o něco k jídlu. Pepička už má vyprodáno, tak uřízne Marcipánce kus koláče pro královskou rodinu. Marcipánce se to zalíbí a rozhodne se, že u Pepičky zůstane. Kouzlem přičaruje koláči chybějící kousek. Pro koláče pro královskou rodinu chodí princ Lucián a Pepička se do něj zamiluje. Když Marcipánka nese koláče na zámek, zeptá se prince, kdy si Pepičku vezme za ženu. Princovým královským rodičům se to nezamlouvá a tak Marcipánce řeknou, že princ plánuje dalekou cestu. Princ prohlásí, že si Pepičku vezme, až bude mít svatební šaty z marcipánu. Když se Marcipánka vrátí do pekárny, přistihne Pepičku, jak myslí na prince a má rozdělané těsto a v troubě připálené pečivo, takže použije kouzlo, aby to dala do pořádku.
Při příští návštěvě prince Luciána u Pepičky promění Marcipánka prince v preclík a odnese ho ke svému známému Krajcvajcovi. U něj princ musí sloužit. Pepička s Marcipánkou připravují svatební šaty z marcipánu, takže když si král přijde pro pravidelný koláč, žádný není, protože na jeho upečení není čas.
Aby Krajcvajc prince propustil ze služby, domluví se Krajcvajc s Marcipánkou, že Krajcvajc musí dostat koláč, který upeče sama královna. Královna se snaží upéct koláč, ale nedaří se jí ani umíchat těsto, tak se rozhodne udělat královnu z Pepičky. Pepička koláč upeče a jako královna ho zanese Krajcvajcovi. Princ se může vrátit na zámek, kde si vezme Pepičku za ženu.

## Obsazení
| Veronika Žilková  | pekařka Pepička |
| Antonín Navrátil  | princ Lucián    |
| Naďa Konvalinková | víla Marcipánka |
| Vladimír Ráž      | král            |
| Milena Dvorská    | královna        |
| Ladislav Pešek    | dědek Krajcvajc |

## Tvůrci a štáb
- Režie: Vlasta Janečková
- Scénář: Eva Košlerová
- Dramaturgie: Jiří Chalupa
- Hlavní kameraman: Věra Štinglová
- Vedoucí výrobního štábu: Marie Helclová
- Odborný poradce: Anna Jurásková
- Hudba: Zdeněk Marat
- Texty písní: Ivo Fischer
- Hudební režie: Stanislav Kočka
- Choreografie: Jiří Němeček ml.
- Architekt: Leopold Zeman
- Návrhy kostýmů a loutek: Božena Lesáková
- Zvuk: Svatava Hrubcová, Petr Šimák
- Střih: Ondřej Pechar
- Střih záznamu: František Klíma, Jiří Friedrich
- Kameramani: Petr Prima, František Hanák, Božek Slavík
- Masky: Petr Hovorka, Nevena Thielová
- Asistent režie: Drahomíra Dítětová
- Pomocná režie: Anna Hřídelová

## Produkční a technické údaje
- Premiéra: 31. prosinec 1984, I. program Československé televize (od 17:40)
- Výroba: © Československá televize Praha, Hlavní redakce vysílání pro děti a mládež, 1984
- Barva: barevný
- Jazyk: čeština
- Délka: cca 41 minut
- Formát obrazu: 4:3